# The Emperor and the Minister
Pour plus de détails, voir Fiche technique et Distribution.
The Emperor and the Minister (乾隆皇君臣鬥智, Qian Long huang qun chen dou zhi) est un  film hongkongais réalisé par Li Han-hsiang, sorti en 1982.

## Fiche technique
- Titre original : 乾隆皇君臣鬥智, Qian Long huang qun chen dou zhi
- Titre français : The Emperor and the Minister
- Réalisation : Li Han-hsiang
- Scénario : Li Han-hsiang
- Pays d'origine : Hong Kong
- Format : Couleurs - 35 mm - 2,35:1
- Genre : comédie dramatique
- Durée : 87 minutes
- Date de sortie : 1982

## Distribution
- Tony Liu : l'empereur Qianlong
- Kara Hui : Hsiao Hung
- Huang Chin :
- Sha Wang :
- Kwok Choi Hon :
- Nan Chiang :
- Li Kun :
- Ku Feng : leader des moines